# سيمون كارترمان
سيمون كارترمان (بالإنجليزية: Simon Quarterman)‏ هو ممثل بريطاني، ولد في 25 يناير 1981 في المملكة المتحدة.

## أعمال

### أفلام
- (2008)  صعود المحارب
- (2012) الشيطان في الداخل[5][6]

### مسلسلات
- وست وورلد

## وصلات خارجية
- سيمون كارترمان على موقع IMDb (الإنجليزية)
- سيمون كارترمان على موقع قاعدة بيانات الفيلم (الإنجليزية)